# Morti nel 1996/Settembre
| Questa pagina contiene informazioni ricavate automaticamente dalle voci biografiche con l'ausilio del template Bio e di un bot. L'aggiornamento è periodico e automatico e ricostruisce completamente la pagina. Se manca una persona in questa lista, sei pregato di non aggiungerla, ma accertati piuttosto che la sua voce biografica contenga il template Bio e che i dati anagrafici siano correttamente compilati. Se il template Bio manca, inseriscilo tu stesso o, in alternativa, metti l'avviso {{tmp\|Bio}} che ne segnala la mancanza. Se i dati riportati sono sbagliati, correggi direttamente la voce biografica; le modifiche saranno visibili in questa lista entro pochi giorni. Per chiarimenti vedi il progetto biografie. La lista contiene solo le 133 persone che sono citate nell'enciclopedia e per le quali è stato implementato correttamente il template Bio. Pagina aggiornata al 18 ago 2025. |

- 1º settembre - Vagn Holmboe, compositore danese (n. 1909)
- 1º settembre - Federico Pietro Mignani, politico italiano (n. 1920)
- 1º settembre - Ion Oblemenco, allenatore di calcio e calciatore rumeno (n. 1945)
- 1º settembre - Padre Adam, monaco cristiano tedesco (n. 1898)
- 2 settembre - André Chastagnol, epigrafista e storico francese (n. 1920)
- 2 settembre - Karl Frenzel, militare tedesco (n. 1911)
- 2 settembre - Aleksandr Markin, calciatore sovietico (n. 1949)
- 2 settembre - Aldo Montano, schermidore italiano (n. 1910)
- 2 settembre - Tullio Vinay, pastore protestante, teologo e politico italiano (n. 1909)
- 3 settembre - Elio Chinol, anglista, traduttore e critico letterario italiano (n. 1922)
- 3 settembre - Walter Forster, attore, autore televisivo e sceneggiatore brasiliano (n. 1917)
- 3 settembre - Valerij Kravčenko, pallavolista sovietico (n. 1939)
- 3 settembre - Mario Sernagiotto, calciatore e allenatore di calcio italiano (n. 1906)
- 4 settembre - Victor Aaron, attore statunitense (n. 1956)
- 4 settembre - Joan Clarke, crittanalista e numismatica britannica (n. 1917)
- 4 settembre - Jeanne Juilla, modella francese (n. 1910)
- 4 settembre - Egisto Sarnelli, cantante e chitarrista italiano (n. 1935)
- 5 settembre - Giuseppe Cornara, calciatore italiano (n. 1908)
- 5 settembre - Carl Fallberg, fumettista statunitense (n. 1915)
- 5 settembre - John Pellegrini, criminale statunitense (n. 1946)
- 5 settembre - Clem Thomas, giornalista britannico (n. 1929)
- 5 settembre - Carlo Zamporlini, calciatore italiano (n. 1902)
- 6 settembre - Bruno Corbucci, regista e sceneggiatore italiano (n. 1931)
- 6 settembre - Gonzalo Marzá, calciatore spagnolo (n. 1916)
- 7 settembre - Bibi Besch, attrice austriaca (n. 1942)
- 7 settembre - Gilda, cantautrice argentina (n. 1961)
- 7 settembre - Joseph Biroc, direttore della fotografia statunitense (n. 1903)
- 7 settembre - Niccolò Castiglioni, compositore e pianista italiano (n. 1932)
- 7 settembre - Edmo Fenoglio, regista, sceneggiatore e traduttore italiano (n. 1928)
- 7 settembre - Vjačeslav Solov'ёv, allenatore di calcio e calciatore sovietico (n. 1925)
- 8 settembre - Semёn Davidovič Aranovič, regista sovietico (n. 1934)
- 8 settembre - Larbi Mohammedi, pugile francese (n. 1972)
- 9 settembre - Raúl Calvo, cestista e allenatore di pallacanestro argentino (n. 1917)
- 9 settembre - Paolo Ercoli, ingegnere e informatico italiano (n. 1925)
- 9 settembre - Ruggero Mastroianni, montatore italiano (n. 1929)
- 9 settembre - Bill Monroe, musicista e cantante statunitense (n. 1911)
- 9 settembre - Joachim Ruhuna, arcivescovo cattolico burundese (n. 1933)
- 10 settembre - Joanne Dru, attrice statunitense (n. 1922)
- 10 settembre - Juanita Wright, wrestler statunitense (n. 1934)
- 10 settembre - Laṭīfa al-Zayyāt, scrittrice e attivista egiziana (n. 1923)
- 11 settembre - Guido Aristarco, critico cinematografico e sceneggiatore italiano (n. 1918)
- 11 settembre - Dante Bertoli, lottatore italiano (n. 1913)
- 11 settembre - João Francisco Bráz, cestista brasiliano (n. 1920)
- 11 settembre - Kōichi Oita, calciatore giapponese (n. 1910)
- 12 settembre - Mikalaj Jafrėmavič Aŭchimovič, politico sovietico (n. 1907)
- 12 settembre - Eleazar de Carvalho, direttore d'orchestra, compositore e docente brasiliano (n. 1912)
- 12 settembre - Ernesto Geisel, generale e politico brasiliano (n. 1908)
- 12 settembre - Ricardo López, criminale uruguaiano (n. 1975)
- 12 settembre - Konstantin Stepanovič Kuzakov, politico e giornalista sovietico (n. 1911)
- 13 settembre - Jan Brooijmans, calciatore olandese (n. 1929)
- 13 settembre - Francesco Curci, politico e medico italiano (n. 1934)
- 13 settembre - Xosé Filgueira Valverde, scrittore, archeologo e antropologo spagnolo (n. 1906)
- 13 settembre - Tupac Shakur, rapper, attivista e attore statunitense (n. 1971)
- 13 settembre - William Ayres Ward, egittologo statunitense (n. 1928)
- 13 settembre - John Worbye, calciatore danese (n. 1941)
- 14 settembre - Edred John Henry Corner, botanico e micologo inglese (n. 1906)
- 14 settembre - Doug Everett, hockeista su ghiaccio statunitense (n. 1905)
- 14 settembre - Juliet Prowse, ballerina e attrice sudafricana (n. 1936)
- 15 settembre - Larry Douglas, attore statunitense (n. 1914)
- 15 settembre - Phil Farbman, cestista statunitense (n. 1924)
- 15 settembre - Erling Nielsen, calciatore danese (n. 1935)
- 15 settembre - Tom Payne, attore, regista e sceneggiatore brasiliano (n. 1914)
- 15 settembre - Ottis Toole, serial killer statunitense (n. 1947)
- 16 settembre - McGeorge Bundy, politico e docente statunitense (n. 1919)
- 16 settembre - Marino Di Resta, militare italiano (n. 1962)
- 16 settembre - Karl Dröse, hockeista su prato tedesco (n. 1913)
- 16 settembre - Oronzo Lorusso, generale e aviatore italiano (n. 1917)
- 16 settembre - Gene Nelson, ballerino, attore e cantante statunitense (n. 1920)
- 17 settembre - Spiro Agnew, politico statunitense (n. 1918)
- 17 settembre - Teodoro Fernández, calciatore peruviano (n. 1913)
- 17 settembre - Rose Parenti, attrice statunitense (n. 1911)
- 17 settembre - Henk Schijvenaar, calciatore olandese (n. 1918)
- 18 settembre - Bai Yang, attrice cinese (n. 1920)
- 18 settembre - Henri Caffarel, presbitero e mistico francese (n. 1903)
- 18 settembre - Carlo Cesarini da Senigallia, scenografo italiano (n. 1923)
- 18 settembre - Annabella, attrice francese (n. 1907)
- 18 settembre - Luciano Cozzi, tuffatore italiano (n. 1909)
- 18 settembre - Corrie Laddé, nuotatrice olandese (n. 1915)
- 18 settembre - Risto Ničevski, scacchista macedone (n. 1945)
- 18 settembre - Illuminato Peri, storico italiano (n. 1925)
- 18 settembre - Jann Sørdahl, calciatore norvegese (n. 1920)
- 19 settembre - Carlo d'Amelio, avvocato italiano (n. 1902)
- 19 settembre - Helmut Heissenbüttel, scrittore e poeta tedesco (n. 1921)
- 19 settembre - George Hunt, calciatore inglese (n. 1910)
- 20 settembre - Franco Angrisano, attore italiano (n. 1926)
- 20 settembre - Paul Erdős, matematico ungherese (n. 1913)
- 20 settembre - Krešo Golik, regista e sceneggiatore croato (n. 1922)
- 20 settembre - Max Manus, partigiano norvegese (n. 1914)
- 21 settembre - Erika Cremer, fisica e chimica tedesca (n. 1900)
- 21 settembre - Paolo De Poli, artista italiano (n. 1905)
- 21 settembre - Claus Holm, attore tedesco (n. 1918)
- 21 settembre - Henri Nouwen, presbitero, teologo e scrittore olandese (n. 1932)
- 21 settembre - Mario Pastore, giornalista italiano (n. 1929)
- 21 settembre - Franz Pfnür, sciatore alpino tedesco (n. 1908)
- 21 settembre - Giuseppe Semerari, filosofo italiano (n. 1922)
- 22 settembre - Mohamed Ben Ahmed Abdelghani, militare e politico algerino (n. 1927)
- 22 settembre - Giuseppe Bartolucci, saggista e critico teatrale italiano (n. 1923)
- 22 settembre - Dorothy Lamour, attrice e cantante statunitense (n. 1914)
- 22 settembre - Ludmilla Chiriaeff, ballerina e coreografa russa (n. 1924)
- 22 settembre - Svetislav Valjarević, calciatore jugoslavo (n. 1911)
- 22 settembre - Joanne Winter, giocatrice di baseball statunitense (n. 1924)
- 22 settembre - Vladimir Georgievič Šamšurin, regista sovietico (n. 1940)
- 23 settembre - Antonio Di Tonno, arbitro di calcio italiano (n. 1927)
- 23 settembre - Fujiko Fujio, artista giapponese (n. 1933)
- 23 settembre - Károly Kárpáti, lottatore ungherese (n. 1906)
- 24 settembre - Mark Frankel, attore britannico (n. 1962)
- 24 settembre - Zeki Müren, cantante, compositore e attore turco (n. 1931)
- 24 settembre - Pavel Sudoplatov, generale e agente segreto sovietico (n. 1907)
- 24 settembre - Abisag Tüllmann, fotografa tedesca (n. 1935)
- 25 settembre - Salvatore Mariconda, politico italiano (n. 1910)
- 25 settembre - Red Mihalik, cestista e arbitro di pallacanestro statunitense (n. 1916)
- 25 settembre - Giovanni Tarditi, grecista e filologo classico italiano (n. 1923)
- 26 settembre - Aleksandr Anufriev, mezzofondista sovietico (n. 1926)
- 26 settembre - Nicu Ceaușescu, politico rumeno (n. 1951)
- 26 settembre - Giuseppe Graglia, ciclista su strada italiano (n. 1909)
- 26 settembre - Jozef Marko, allenatore di calcio e calciatore cecoslovacco (n. 1923)
- 26 settembre - Per Mosgaard, allenatore di calcio e calciatore norvegese (n. 1934)
- 26 settembre - Lucia Valerio, tennista italiana (n. 1905)
- 26 settembre - Geoffrey Wilkinson, chimico britannico (n. 1921)
- 27 settembre - Alberto Mazzucco, calciatore e allenatore di calcio italiano (n. 1911)
- 27 settembre - Mohammad Najibullah, politico e generale afghano (n. 1947)
- 28 settembre - Marcos Aurelio Di Paulo, calciatore argentino (n. 1920)
- 28 settembre - Giuseppe Bartolomei, politico italiano (n. 1923)
- 28 settembre - Mennato Boffa, pilota automobilistico italiano (n. 1929)
- 28 settembre - Roberta Voltolini, cantante italiana (n. 1961)
- 29 settembre - Abdul Aziz, atleta pakistano (n. 1924)
- 29 settembre - Shūsaku Endō, scrittore giapponese (n. 1923)
- 29 settembre - Bohuslav Karlík, canoista cecoslovacco (n. 1908)
- 29 settembre - George Rung, cestista e allenatore di pallacanestro statunitense (n. 1916)
- 30 settembre - Jozef Kostka, scultore slovacco (n. 1912)
- 30 settembre - Antonino Polifroni, imprenditore italiano (n. 1947)
- 30 settembre - Duane W. Rimel, poeta e scrittore statunitense (n. 1915)
- 30 settembre - Sylvester William Treinen, vescovo cattolico statunitense (n. 1917)